# جريمة الحب (رواية)
جريمة الحب هي رواية لبول بورجيه كتبت في أكتوبر 1885 حتى يناير 1886 ولقت نجاحا كبيرا منذ خروجها للأسواق.تناقش الرواية مشكلة الخيانة الزوجية، فهي تعتبر «تشخيص دقيق لمرض الروح» بما أن الكاتب يدرس شرالخيانة الزوجية وسياقها الاجتماعي من خلال التعامل مع موضوع فساد امرأة شريفة على ايدي عشيقها الذي هو بدوره متشكك من الحب.

كتبت هذه الراوية التحليلية من محلل الإضرابات النفسية بعد كتابة كتاب (Cruelle énigme (1885 «اللغز القاسي» الذي كان يناقش نفس موضوع رواية جريمة حب، المشاعر البشرية.بالرجوع إلى مراجع علم النفس التجريبي، استطاع بول بورجيه أن يوجِد عبرة للقلوب التي عانت من العلاقات الصعبة.

الحدث الذي ألهم الروائي بول بورجيه لكتابة هذه الراوية هو علاقته الغامضة بعشيقته ماري خان وما تلاها من ازمة عاطفية خلال صيف 1885 في فيلا الخان بهولجات.

## إهداء
هذه الرواية مهداه من بول بورجيه إلى صديقه «جاستون جريهونش» الذي ولد ببيزانسون عام 1851، أستاذ مساعد في التاريخ بكلية الزاس بباريس.

## ملخص الرواية

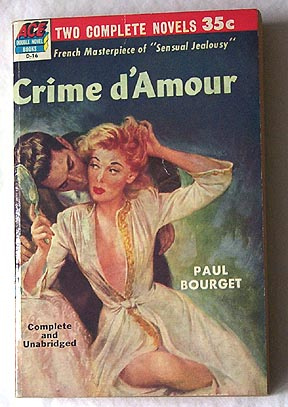
غلاف نسخة حديثة من رواية جريمة الحب

تدور احداث الرواية في باريس بالحقبة الجميلة عام 1883 , هيلين شازل بطلة الرواية تدخل في علاقة مع ارماند دي كورن، الصديق الحميم لزوجها الفريد شازل.بينما الزوجة الزانية صادقة في العلاقة مع عشيقها ووهبت نفسها بالكامل له، إلا أنه يرى أن هذه ليست إلا علاقة تافهه. استطاع ارماند إغواء هيلين باعتبارها سهلة المنال وذو علاقات غير شرعية متعددة متأثراً بما قاله له «فاراد» الذي هو بدوره كذب على ارماند ليتفاخر بأنهخ على علاقة مع هيلين.ارماند لم يستطع أن يستوعب حب هيلين الكبير له وحقيقة أنه عشيقها الأول. 

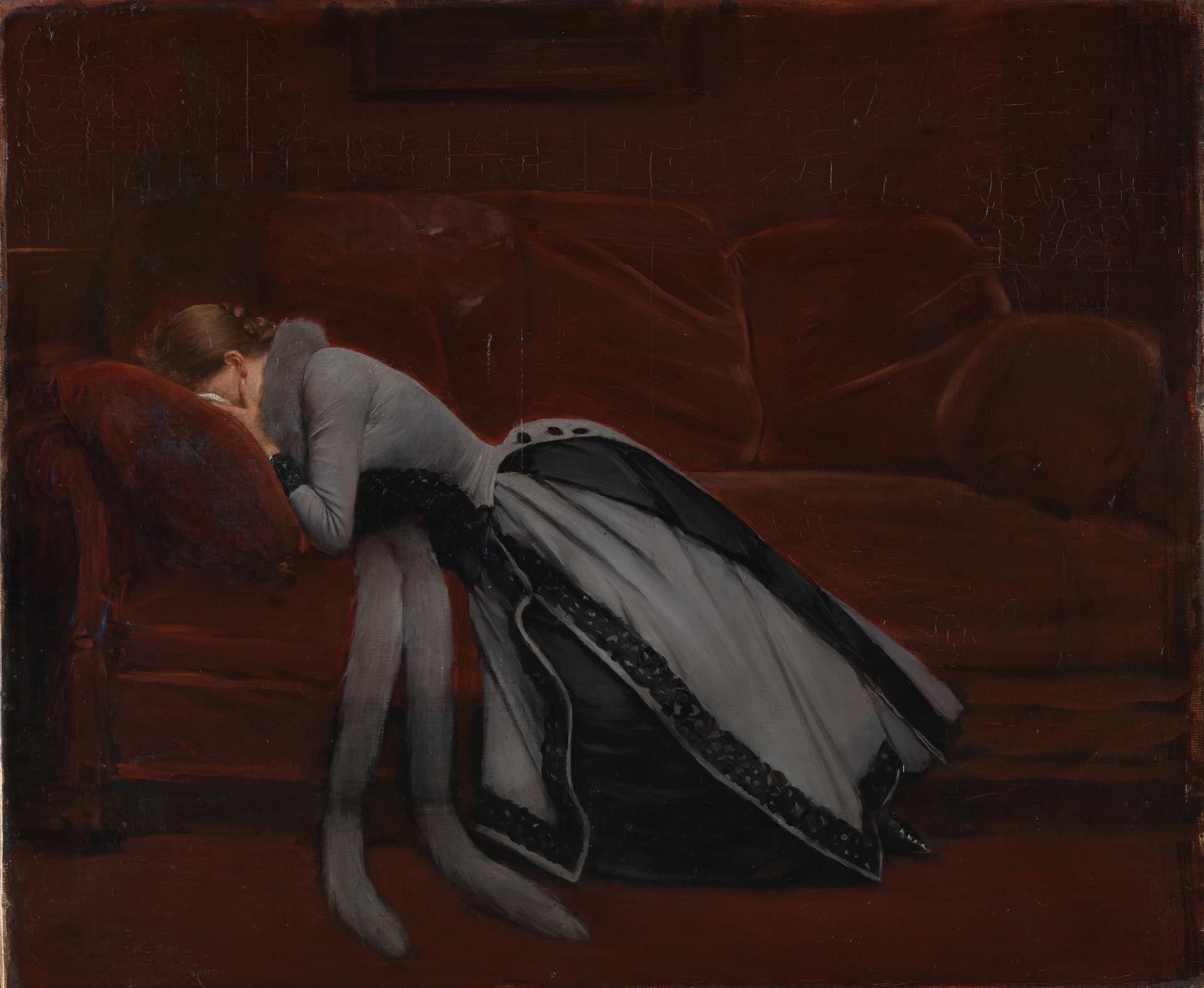
بعد الخطيئة ،بريشة جون بيرو 1885

خوفا من أن يكتشف الزوج المخدوع هذه العلاقة، استغل كورن الفرصة لإنهاء علاقته بهيلين.اثناء انهاء علاقته بهيلين لمح لها بأنه على دراية بماضيها.ادركت هيلين سوء التفاهم الذي انهى علاقتهما.أصبحت هيلين يائسة مما أدى إلى إقامتها لعلاقة أخرى مع عشيق ثان وهو سيد فاراد.يائست هيلين أكثر فأكثر وشعرت بالإهانة من هذه العلاقات الغير شرعية وفي آخر مشهد بينها وبين ارماند دي كورن القت هيلين اللوم على ارماند واوضحت له بأنه هو الذي أطاح بها.
:
«لقد كنت لك وحدك، كما لو كنت قد عرفت أنني يجب أن ألتقي بك في يوم ما... آه! هذا هو ما أريدك أن تعرف...كان يجب عليك أن تصدقني وتقول لنفسك:_لقد كنت عشيقها الأول...لقد كانت تحبني مثل ما كنت احلم، من كل قلبها، بكل كيانها، ليس فقط في الحاضر بل في الماضي أيضا، وبهذه المرأة التي احبتني هذا ما فعلته: صنعت منها مخلوق لا يؤمن بأي شيء، لا يحترم أي شئ، اتخذت عشيقا جديدا لمجرد النزوة، وستأخذ وأحد ثان، وثالث، امرأة ضائعة-نعم، مرة أخرى، أنت الذي اضعتني، وأنا أريد، أريد منك أن تعرف، أن هذا هو انتقامي الذي لا تستطيع الشك به. »

## الشخصيات

### ماري خان، مصدر الهام لشخصية هيلين شازل، الزوجة

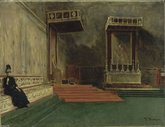
ماري خان في كنيسة سيكستين ، بريشة ليون بونا

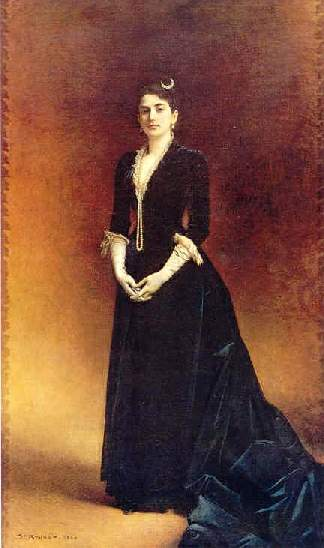
ماري خان نموذج لهيلين تشازل البطلة

وجدت هيلين في الزواج وسيلة للهروب من طغيان زوجة ابيها، وكانت تبحث عن الحياة النموذجية في هذا الزواج.اصيبت بخيبة أمل عندما اكتشفت ن زوجها مخادع ويساري لا يفقه شيئا عن الحياة مما دفعها إلى البحث عن رجل اخر وجعلها تسلم نفسها لكورن.شخصية هيلين شازل مستوحاة من واقع حياة بول بورجيه وعلاقته الشهيرة بعشيقته، ماري خان.

ولدت ماري خان في وارشاوسكي عام 1861 وتوفيت 1928، تزوجت منذ عام 1881 بادوارد خان مرفي يهودي غني مولود بفيينا، ماري خان امرأة جميلة لها سحر خاص، ذكية، مسرفة، غادرة، تريد تدمير زوجها.تحب الإغواء دون الوقوع فيه.هي صديقة لمدام بول نوفو ولرسام الأكاديمية ورسام بورتريهات الجمهورية الثالثة ليون بونات والأميرة ماتيلد وجول وفاني افروسي. ماري مدمنة علاقات لا تتردد في اقامة عدة علاقة كعلاقتها ببول بورجيه وغي دو موباسان ذهبت في عطلة في فيلا في اولجات بجيرارميه لحضور مهرجان مع زوجها إدوارد خان، ولكن رافقها أيضا بول بورجيه.تزوجت شقيقتها «لوليا واشاوسكي» من البرت كاهن صديق مقرب من بول بورجيه منذ عام 1867.تأثرت ماي خان أيضا بموهبة غي دو موباسان وكان هناك بعض النشابة بين روايات غي وبول بورجيه. بعد انفصال بول من ماري اتهمها بأنها اعطت لموباسان موضوع رواية له كانت على وشك النشر. هذه التهمة كانت في عام 1889 عندما اعتقد بول بورجيه بأن عشيقته خانته بلفت انتباه موباسان إلى موضوع رواية له تسمى «كوزموبوليس».

ووفقا لبعض الكتاب ماري خان شأنه أيضا بمثابة نموذج للبطلة التي يتعذر الوصول إليها، ميشيل دي بورن، في رواية لموباسان بعنوان «قلبنا».

### ارماند كورن، الحبيب الذي حدد ملامحه بول بورجيه

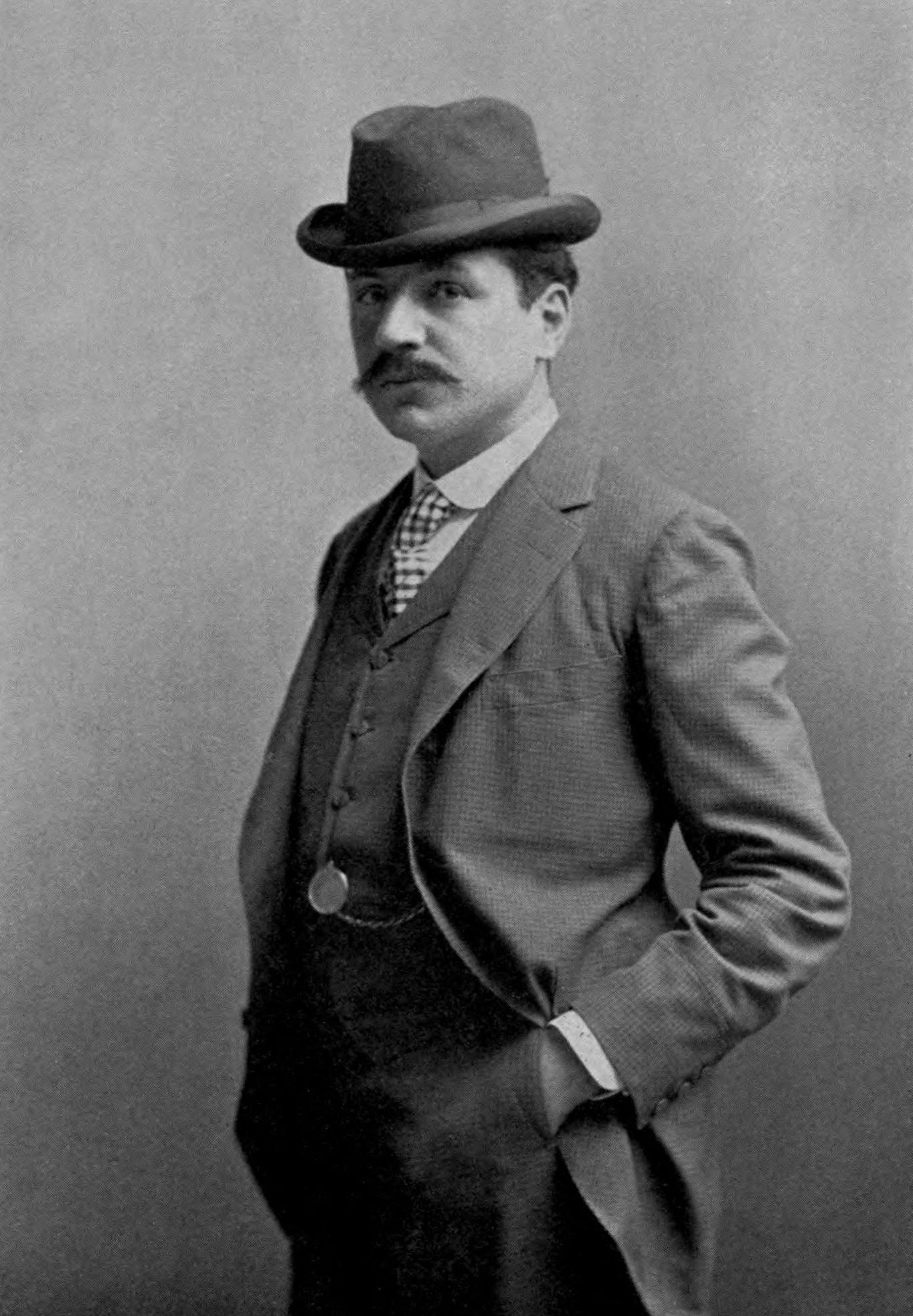
صورة لبول بورجيه عام 1888

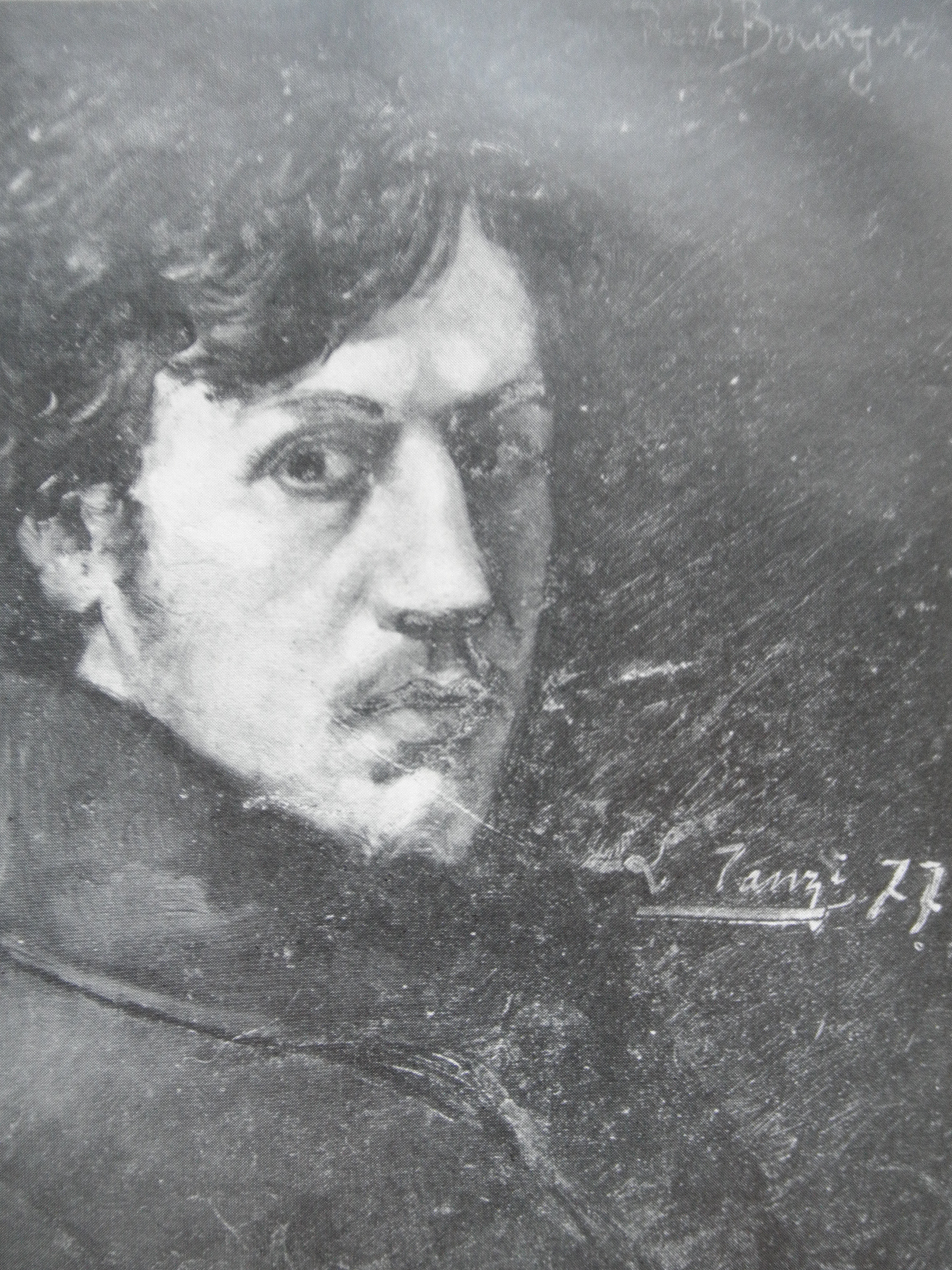
بول بورجيه

البارون الساب ارماند كورن هو رجل بلا هدف، متشائم، ذو ثروة كبيرة، محبط، يخبئ جفاف قلبه بتجمعه لعدة مغامرات.أغوا زوجة اعز اصدقائه، زميل قديم له، المهندس الفرد شازل. لكن بالرغم من ملله من الحب إلا انه لا يعد رجل فاسد بالكامل لانه ادرك تماما جرحه لهيلين شازل وانه اقترف جريمة حب حقيقية.انقلبت حياته رأسا على عقب وهزت قلبه وعقله وعد ببذل كل الجهد لتخليص نفسه من الذنب.ارماند كورن، وفقا لتعبير بول بورجيه، «هو نوعية طفل هذا القرن بتاريخ 1883». هو رمز للنوعية التي تنتشر في المجتمعات المتدهوة.راجع الكاتب إلى كتاب الأحداث السياسية والتاريخية، كان الكاتب نفسه شاهد عيان في شبابه على هذه الأحداث، وهذا ما ادى في الرواية إلى خلل ارماند من أهم هذه الأحداث:الحرب والأسبوع الدموي عام 1871.

يعتقد الكاتب ميشيل مانسي ان هناك تشابه في السيرة الذاتية بين الكاتب وبطل الرواية ارماند على سبيل المثال: الحياة العائلية والمدرسة والقرأة في وقت مبكر وفقدان الإيمان.

### ادوارد خان، النموذج المحتمل لالفريد تشازل، الزوج

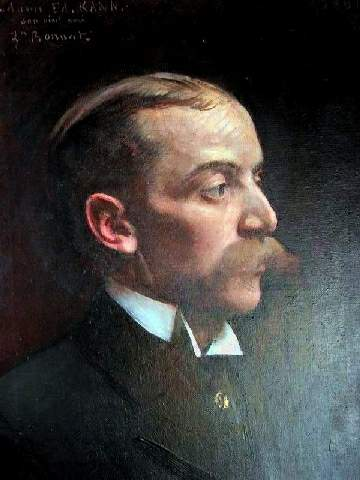
ادوارد خان

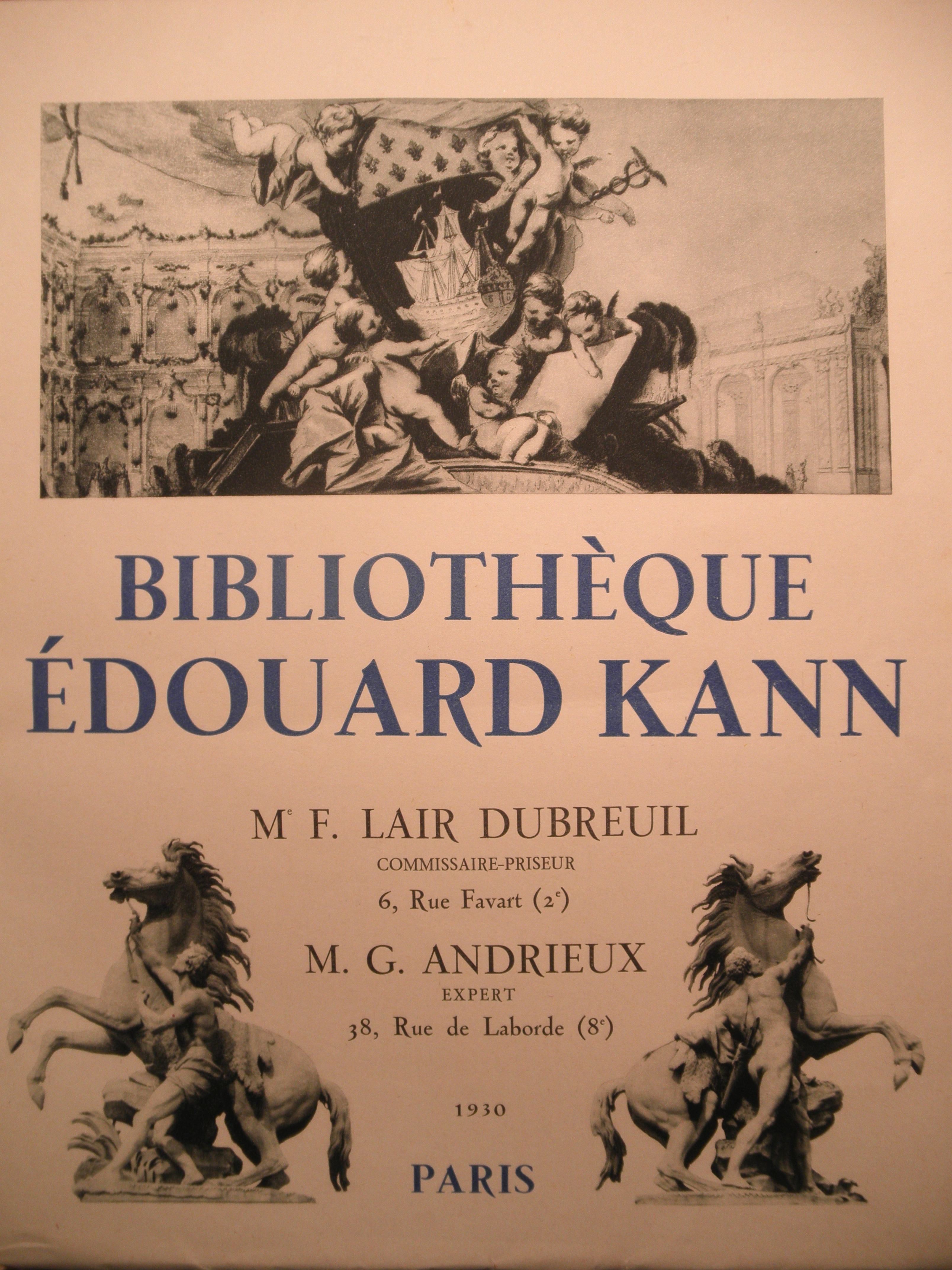
كتاب مكتبة ادوارد خان

الفرد تشازل هو رجل حليم، حنون، ذكي لكن حماقته لا حدود لها، يعيش دائما في عالم العلوم الخاص به. المرأة بالنسبة له لغز مرعب لا يستطيع حله ابدا.لا يظهر الفريد لهيلين مدى حبه لها ويثير السخرية قليلا في طريقة ملابسه.يشفق الفريد على حال زوجته الذي سبب لها خيبة أمل في الحب:

«يعكس الفريد تشازل شخصية رجل فرنسي متوسط، يعمل بكل ما اوتي من قوة، يعد عدد كبير من الامتحانات، يقضي اوقاتا كبيرة في الكتابة أو امام سبورة، حتى تقدم في العمر. عندما أصبح في سن الثانية والثلاثين ظهرت عليه علامات التقدم في العمر. أصبح لديه القليل من الشعر، ووجهه بدى شاحباً »

كتب بول بورجيه شخصية الفريد تشازل وفقا لصورة ادوارد خان فبول بول بورجيه يكره ادوارد بسبب حبه لزوجته كما هو الحال بين ارماند والفريد، فالفريد تشازل رجل علم وادوارد خان عاشق للكتب.

## تحليل الرواية والواضيع المتناولة
يبحث بول بورجيه في روياته التحليلية عن الأخلاق ويدرس آليات ودوفاع ونتائج الخيانة الزوجية. يهتم بول بعلم النفس، أكثر من اهتمامه. يعتبر روياته بمثابة«تشريح اخلاقي». عكس بول بورجيه رؤيته المتشائمة للمجتمع في شخصية البارون كورن. يبحث الكاتب في الأسلوب التحليلي عن الملاحظة الدقيقة والرجوع إلى العلوم الطبية والتشريحية في هذا الوقت.

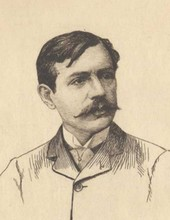
بول بوجيه عام 1880

### عدم القدرة على الحب
كشفت دراسة لكتابي Notre cœur لموباسان وجريمة الحب لبول بورجيه ان هناك رئيتين لعدم القدرة على الحب هما بالنسة للرجال كارماند دي كورن، خبير في الخيانة الزوجية ذو قلب ميت، بارد، لا يتحرك، مقتول ، عديم الثقة في النساء خاصة هيلين شازل على عكس غيلب الضمير لدى ميشيل دي بورن  بطله رواية موباسان .

قالت لورا هيلمز ان الروياتان توضحان عدم القدرة على الحب نتيجة لعلاقتهم المنحازة للزمن ووجود تناقض بين الرغبة المستمرة للتجديد والغرق في الماضي والرغبة القوية في ارجاع ذلك.

### تطوير الروح من خلال الرحمة والمغفرة
يعكس بول بورجيه فكرة الإرادة الحرة من خلال دراما (الزوجة، العشيق، الزوج) وأيضا الحتمية (حتمية قريبة من الحتمية لدى هيبوليت تن)، الشفقة (التي لينت قلب ارماند المتحجر)و، والمغفرة عندما يطلب الزوج المخدوع في صدق زوجته، تفسيرا من العشيق الذي هو في نفس الوقت صديق الطفولة.ارماند دي كورن وضع امام هذا الخير والحنية والاستسلام وادراك العار من الزوج.يدافع الكاتب عن الاخلاق في الحب والكمال الداخلي ، «يبحث في قوانين القلب عن سر الصحة والاستقرار» دون الوصول إلى درجة عالية من الايمان:

«لكي اتخلص من كل هذا الندم يجب ان ادرك بأني مخطئ، ان ادرك اني شخص مسؤل وحر . هل الحرية كلمة فارغة وبالتالي كلمة الخير والشر والفضيلة والرذيلة؟... من أكون؟ نتاج وراثة معينة، وضعت في بعض الاماكن. تعطي الظروف فرصة واحدة، يجب أن اشعر كما شعرت، وأن افكر كما فكرت وان اريد كما اردت... »